# Сдасюк, Галина Васильевна
Галина Васильевна Сдасюк (26 декабря 1931, Москва — 14 января 2024, там же) — советский и российский географ, страновед-индолог.

## Биография
Галина Васильевна Сдасюк родилась 26 декабря 1931 года в Москве в семье служащих.
В 1954 году окончила с отличием кафедру экономической географии СССР географического факультета МГУ, ученица Николая Николаевича Баранского.
В 1957 году защитила в МГУ кандидатскую диссертацию по экономической географии, посвященную посвященную проблемам развития Иркутска и Восточно-Сибирского района СССР, написанную по материалам 5 лет полевых исследований.
В 1958 году Г. В. Сдасюк была приглашена на кафедру экономической географии капиталистических и развивающихся стран МГУ, с тех пор начала заниматься географией Индии.
В 1958—1962 годах командирована в Индию, работала в Отделе региональных исследований Индийского статистического института при Комиссии по планированию Индии, занималась работами в области экономического районирования страны. В 1968 году на материале этих лет опубликовала в соавторстве с главой отдела географии и картографии Организации по переписи населения Индии Ф. Гупта книгу «Экономическое районирование Индии: проблемы и подходы» (переиздана в Индии в 1994 г.).
Начиная с 1962 года работала в Институте географии АН СССР.
В 1975 году защитила докторскую диссертацию по географии «Индия: развитие территориальной структуры хозяйства в ходе преодоления колониального характера экономики».
В 1976 году была заместителем председателя Программного комитета Международного географического конгресса в Москве.
В 1977—1989 годах возглавляла совместную польско-советскую программу по изучению развивающихся стран.
Читала курсы лекций «Основы природопользования», «Окружающая среда и развитие», «Глобальные проблемы современности и география развивающихся стран» в различных университетах мира: Москве, Тбилиси, Баку, Львове и других городах СССР, в Индии (Дели, Калькутта, Варанаси, Хайдерабад), Великобритании (Лондонская школа экономики), Польше (Варшава, Краков), США (Вашингтон).

## Сочинения
- Баталов А. Л, Княжинская Л. А., Сдасюк Г. В. Южная Индия. Экономико-географическая характеристика. — М.: Мысль, 1966. — 276 с.
- Воробьев В. В., Сдасюк Г. В. Иркутск. Экономико-географическая характеристика. — Иркутск: Восточно-Сибирское книжное издательство, 1966. — 77 с.
- Gupta P., Sdasyuk G. Economic Regionalizaton of India: Problems and Approaches. — New Delhi: Census of India 1961. Monograph Series, 1968. — 257 с.
- Карпов Л. Н., Сдасюк Г. В., Уткин Г. Н. Основные направления и некоторые итоги региональных экономических исследований в системе ООН (Аналитический обзор). — М., 1973. — 137 с.
- Сдасюк Г. В. Индия: география хозяйства (Развитие территориальной структуры хозяйства в ходе преодоления колониального характера экономики). — М.: Мысль, 1975. — 367 с.
- Сдасюк Г. В. Штаты Индии. Природа, население, хозяйство, города. — М.: Мысль, 1981. — 368 с.
- Лавров С. Б., Сдасюк Г. В. Этот контрастный мир: географические аспекты некоторых глобальных проблем. — М.: Мысль, 1985. — 206 с.
- Regionalization for Planning in the USSR. Concepts, Methods and Practice / Lavrov S. B., Pokshishevsky V. V., Sdasyuk G. V.. — Nagoya, Japan: UN. Centre for Regional Development, 1985. — 273 с.
- Hönsch F., Lavrov S., Sdasyuk G. Bürgerliche Konzeption der Regionalen Entwicklung. — Haack: Gotha, 1986. — 368 с.
- Емельянов В. А., Сдасюк Г. В., Спасов В. П. Переход к устойчивому развитию сельского хозяйства и сельских территорий: локальный уровень. — М.: Министерство сельского хозяйства РФ, 2001. — 73 с.
- Сдасюк Г. В. Новая Индия. География развития: достижения, проблемы, перспективы. — М.: Канон+, 2021. — 520 с. — (География мирового развития).